# Manuel II. (Konstantinopel)
Manuel II. (mittelgriechisch Μανουήλ Β΄; † 1254) war Patriarch von Konstantinopel im Exil in Nikaia (1244–1254).

## Leben
Manuel war verheiratet gewesen. Er wurde Protopresbyter im kaiserlichen Palast in Nikaia, später Metropolit von Ephesos. 1243 wurde er nach dreieinhalbjähriger Vakanz zum Patriarchen von Konstantinopel gewählt. 1244 trat er sein Amt an. Manuel war nicht besonders gebildet. 1247 und 1249 empfing er Franziskaner, die im Auftrag des Papstes kamen. Manuel war 1254 Zeuge in einem Vertrag von Kaiser Johannes III. Dukas Vatatzes mit Michael VIII. Palaiologos.
Er starb vor dem 3. November 1254, dem Todestag von Johannes III.